# 伊万·阿马亚
伊万·阿马亚（西班牙語：Iván Amaya，1978年9月3日—），西班牙男子足球运动员，司职后卫。他曾代表西班牙国奥队参加2000年夏季奥林匹克运动会足球比赛，获得一枚银牌。